# Fatehgarh Sahib (huyện)
Huyện Fatehgarh Sahib là một huyện thuộc bang Punjab, Ấn Độ. Thủ phủ huyện Fatehgarh Sahib đóng ở Fatehgarh Sahib. Huyện Fatehgarh Sahib có diện tích 1180 ki lô mét vuông. Đến thời điểm năm 2001, huyện Fatehgarh Sahib có dân số 539751 người.